# Фелесиа
Фелесиа (англ. Felecia, род. 1 марта 1972) — американская порноактриса, модель ню и танцовщица, лауреатка премий AVN Awards и XRCO Award, член зала славы AVN.

## Карьера
Её порнографическая карьера длилась примерно с 1993 по 2008 год. Она выступала только в лесбийских или сольных сценах, хотя существует один фильм о её исполнении фелляции мужчине в двух разных сценах.
Является персонажем комикса, выпущенного издательством Hippy Comix, под названием Adult Star Stories: Felecia.
Снялась в более чем 450 фильмах. В 2003 году она была включена в Зал славы AVN.

## Награды
AVN Awards
- включена в Зал славы AVN[3]
- 2007, лучшая женская сексуальная сцена — фильм, за FUCK[4]
- 2002, лучшая женская сексуальная сцена — видео, за Where The Girls Sweat 5'[4]
- 1996, лучшая женская сексуальная сцена — видео, за Takin' It To The Limit 6[4]
- 1996, лучшая женская сексуальная сцена — фильм, за Fantasy Chamber[4] (вместе с Джентил и Мисти Рэйн)
- 1995, лучшая женская сексуальная сцена — видео, за Buttslammers 4[4]

XRCO Award
- 1997, лучшая сексуальная сцена девушка/девушка, за Beyond Reality 1[5]
- 1996, лучшая сексуальная сцена девушка/девушка, за Takin' It To The Limit 6[5]
- 2012 включена в Зал славы Legends Of Erotica[6]

## Избранная фильмография
- 1995: Takin' It to the Limit 6: Nastier Than Ever
- 1996: Lethal Affairs
- 1998: The Kiss
- 2000: Sorority Sex Kittens 4
- 2004: Girl on Girl
- 2007: Flawless